# Hadramphus
Hadramphus — род нелетающих жуков из семейства долгоносиков. Представители рода являются эндемиками Новой Зеландии. Типовой вид Hadramphus spinipennis, эндемик архипелага Чатем, был описан в 1911 году. Наиболее редок вид Hadramphus tuberculatus, который долго считался вымершим с 1922 по 2004 год.
Относительно крупные жуки с длиной тела 11-23 мм. Преобладающая окраска — тёмно-коричневая.

## Виды
В состав рода входит 4 вида:
- Hadramphus spinipennis
- Hadramphus tuberculatus
- Hadramphus pittospori
- Hadramphus stilbocarpae